# دجاوزيات
دجاوزيات (الاسم العلمي: Galloanserae) هي أباشة (بالإنجليزية: Subcohort)‏ من الطيور تلي جماعة حديثات الفك التي تتبع صف الطيور الحديثة من طائفة الطيور.
وهذه الأباشة تتفرع إلى رتبتي الدجاجيات والإوزيات التي تضم الدواجن ومعظم الطيور البرية المأكولة. والأسم مشتق من دمج كلمتي دجاج وإوز.

## طبقات
- دجاوزيات الشكل